# 国立病院ダイエット
国立病院ダイエット（こくりつびょういんダイエット）とは、日本で流行したダイエット法の1つ。ゆで卵やグレープフルーツを中心とした献立による極端な食事制限によって、摂取するカロリーを落とし、短期間で最大の効果を上げることを主眼に置いたダイエット法である。インターネットでこの方法が流れたことにより盛り上がりを見せ、2002年頃に流行した。しかし、そもそもメニューの出典が不明である 上、その科学的根拠には疑問が多く、特に栄養や摂取カロリーが不足することで生命に危険をもたらすことになるとされる。

## 名称について
国立病院ダイエットの名前で知られるダイエット法だが、名前には諸説があることが確認できる。由来はデンマークの国立病院、あるいはゆで卵ダイエットについてはアメリカのメイヨー・クリニックが発祥などといわれており、その名称についても「オリジナルマヨグイニット法」「デンマーク国立病院ダイエット」「マヨダイエット法」「デンマーク国立病院の痩せる方法」「国立病院の痩せる方法」 などが示されている。しかし、これらには出典やデンマーク語・英語などの「原題」が示されていない。
日本のかつての国立病院および現在の独立行政法人国立病院機構が運営する病院とは無関係である。

## 主な方法と効用について
このダイエットは2週間で行うこととされている。この方法については「2週間で体内組織内の化学変化を起こさせるように重点をおいています」 とあり、「食べる量は全く関係ありません。ただし書かれているメニューの全部は食べて下さい」「もし何らかの理由で一度でも止めたときは、必ずもう一度初めから始めて下さい」 とある。もし2週間続けた場合、10kg痩せることも可能であるとする。そして、「ダイエットを終わると変化した体内組織が余分な栄養を要求しないので、アチベットが減少し太りにくくなります」、というのである。

## メニューについて
以下のメニューを2週間続けることとされている。
1日目
- 朝食：ゆで卵1個、グレープフルーツ1個[13]、トースト1枚、コーヒー
- 昼食：ゆで卵1個、トマト、コーヒー
- 夕食：ゆで卵1個、きゅうり・にんじん・セロリ等の野菜サラダ、酢漬け野菜[14]

2日目
- 朝食：ゆで卵1個、グレープフルーツ1個、トースト1枚、コーヒー
- 昼食：ゆで卵1個、グレープフルーツ1個、コーヒー
- 夕食：羊肉ステーキ[15]、トマト、セロリ、野菜サラダ[16]、酢漬け野菜、コーヒー

3日目
- 朝食：ゆで卵1個、グレープフルーツ1個、コーヒー
- 昼食：野菜サラダ、グレープフルーツ1個、トースト1枚、コーヒー
- 夕食：ゆで卵1個、トマト、セロリ、羊の肉、酢漬け野菜、コーヒー

4日目
- 朝食：ゆで卵1個、グレープフルーツ1個、コーヒー
- 昼食：野菜サラダ、グレープフルーツ1個、トースト1枚、コーヒー
- 夕食：ゆで卵1個、チーズ、ほうれん草（おひたし）[17]

5日目
- 朝食：ゆで卵1個、グレープフルーツ1個、トースト1枚、コーヒー
- 昼食：ゆで卵1個、ほうれん草（おひたし）、コーヒー
- 夕食：魚、野菜サラダ、トースト2枚[18]、コーヒー

6日目
- 朝食：ゆで卵1個、グレープフルーツ1個、トースト1枚、コーヒー
- 昼食：フルーツサラダ（缶詰はだめ）[19]
- 夕食：牛肉ステーキ、野菜サラダ、酢漬け野菜、コーヒー

7日目
- 朝食：ゆで卵1個、グレープフルーツ1個、コーヒー
- 昼食：冷えた焼き鳥[20]、トマト、グレープフルーツ1個、コーヒー
- 夕食：野菜スープ、焼き鳥、トマト、キャベツ、セロリ[21]、グレープフルーツ1個

8日目以降はこれを繰り返す。
この下に注意事項が記されているが、「サラダは油の入ったドレッシング、マヨネーズは禁止！」「コーヒーはブラック。砂糖、ミルクはいけません」「卵は固ゆで2個でも可」「羊の肉は牛肉の赤身でもよい」「芋類はダメダメ大根、カリフラワー、ブロッコリー」「お茶はよい」「酒はダメ！絶対ダメ!!」などの細かい指示がある。

## 疑問について
国立病院ダイエットに出典がないことはすでに述べたが、ほかにもいくつかの疑問点が浮かび上がる。
- 名称は「マヨダイエット法」とあるが、このマヨとは何か、はっきりさせることはできない。マヨネーズを使用しない[22] のに「マヨダイエット」と呼ばれるのは、「オリジナルマイダイエット法」が伝達されるうちに「オリジナルマヨグイニット法」などに間違って伝わったからという推理もできる[23]。が、その検証はできない。

- また、本文中にある「アチベット」（場合によってこれが同じ文脈の中で「アベチット」「テベット」「チベット」に変化するという）という言葉は一見、もっともらしい学術用語に見える。しかし、この語についても意味は不明なままである[1]。文脈から英語のappetite（食欲）が転訛したものともとれるが、そう論じる根拠もない。

- 7日目の昼食には「冷えた」焼き鳥が出てくる。この「冷えた」焼き鳥についても、「なぜ冷えていなければならないのか」について、合理的な説明はない[24]。

とすると、これは、「「国立病院」というもっともらしい名前のために人気を得てしまった」 ダイエット法であり、仮に欧米で行われていたとしても「体格も体型も違う欧米人が行っている方法」を「そのまま日本人に適用するのは無理がある」 と考えられる。

## 国立病院ダイエットの危険性について
一番の問題点は、国立病院ダイエットが効果的とする学術的報告や検証はないのとは逆に、このダイエットによる被害は確認できていることである。このダイエット法を実行したことにより、摂食障害になったり、無月経、子宮の痛み、ひどいニキビなどを引き起こしたとする例が、複数の医師の一般書などから明らかにされている。。

## 日本の国立病院等の注意喚起について
日本の国立病院・国立療養所（2004年4月1日より国立病院機構）等のウェブサイトには、「国立病院ダイエットと国立病院（・国立療養所）は関係がない」「国立病院ダイエットは危険である」「ダイエットの必要があれば医師または管理栄養士に相談してほしい」旨の情報が流されている。

## メイヨー・クリニック・ダイエットについて
メイヨー・クリニック・ダイエット(Mayo Clinic Diet)もしくは高速減量ダイエット(Quick Reducing Diet)はメイヨー・クリニックが第二次世界大戦中にアメリカ陸軍航空軍(AAF)のために広めた高速で安全なダイエット法である。1979年にはイギリスの元首相マーガレット・サッチャーが、二週間で9kg(20 lb)痩せることを目指したメイヨー・クリニック・ダイエットを行っている。
この方法は、国立病院ダイエットに酷似しているが、メニューは国立病院ダイエットとは少し異なる。特に、指定された部分の食べる量は重要とされており、昼食と夕食の卵の量は(一つではなく)二つ、水曜日(3日目相当)夕食はラムチョップ二つ、土曜日(6日目相当)昼食のフルーツサラダは食べられるだけ食べる、土曜日夕食のステーキは十分に食べるとされている。また、肉を食べるときはウィスキーを飲んでも良いとされているほか、トーストが朝食ではなく夕食となっていたり、火曜日(2日目)夕食に油分を含むオリーブが含まれていたり、日曜日(7日目相当)の昼食と夕食が逆となっていたり、日曜日(7日目相当)に人参が必須となっていたりするなど、細部が色々と異なっている。